# Relaciones Birmania-Ucrania
Las relaciones entre Birmania y Ucrania son las relaciones bilaterales entre la  República de la Unión de Myanmar y Ucrania. Las relaciones existieron formalmente desde 1991 hasta 2021, cuando se rompieron por el golpe de Estado por parte del ejército birmano.

## Historia
Ucrania y Birmania establecieron relaciones diplomáticas el 19 de enero de 1999, el mismo día en que Birmania reconoció la independencia de Ucrania.
Desde 2015, las empresas militares ucranianas, incluidas empresas estatales, han vendido grandes suministros de equipo militar al ejército de Birmania, según un informe de la organización Justicia para Myanmar (JFM). En enero de 2017, Aung Hlaing Oo, un importante comerciante de armas birmano, fue nombrado cónsul honorario de Ucrania en el país asiático. En 2018, los dos países firmaron un acuerdo que establecía una relación de cooperación con la tecnología militar, que entró en vigor en junio de 2019. En ese momento, el gobierno de Birmania estaba controlado principalmente por el partido Liga Nacional para la Democracia, y no por el Tatmadaw, que ha gobernado el país con juntas militares de forma intermitente a lo largo de su historia moderna. Si bien las contribuciones de armas de Ucrania a Birmania son significativamente menores que las de China y Rusia, JFM ha criticado los proyectos conjuntos, argumentando que cualquier aumento del flujo de armas a Birmania creará "un impulso alarmante para las capacidades de fabricación de armas del ejército de Myanmar", así como combustible para "crímenes de guerra y crímenes contra la humanidad" por parte del Tatmadaw.
Después de que el Tatmadaw tomara nuevamente el control del gobierno en el golpe de Estado de Birmania de 2021, las relaciones entre los gobiernos de Ucrania y Birmania fueron suspendidas. Los representantes ucranianos de la ONU votaron a favor de una resolución que exige el cese de las entregas de armas al ejército birmano y el Tatmadaw. Sin embargo, algunas empresas militares ucranianas continuaron enviando armas a Birmania al menos hasta septiembre de 2021.
El 25 de febrero de 2022, poco después del comienzo de la invasión rusa a gran escala de Ucrania, el Consejo Administrativo del Estado, tutelado por las Fuerzas Armadas Birmanas, expresó su apoyo a la invasión. El general del Tatmadaw Zaw Min Tun, citando los motivos de este apoyo, afirmó que "Rusia ha trabajado para consolidar su soberanía" y que la guerra "mostraría al mundo que Rusia es una potencia mundial". En cambio, el Gobierno de Unidad Nacional de Birmania (NUG), el gobierno en el exilio del gobierno electo anterior al golpe, condenó la invasión como "actos de guerra no provocados dirigidos contra Ucrania y su pueblo" que iban en contra del derecho internacional. El NUG también expresó su solidaridad con Ucrania y su pueblo. A medida que avanzaba la guerra, el ejército de Birmania también vendió armas a Rusia, según el líder de la inteligencia ucraniana Kyrylo Budanov. Los representantes de la junta del Tatmadaw negaron las afirmaciones.

## Diáspora ucraniana en Birmania
Hay "alrededor de 100 ciudadanos ucranianos" que viven en Birmania antes del estallido de la guerra civil.